# Ekaterina Ivanovna Nelidova
Ekaterina Ivanovna Nelidova, (in russo Екатерина Ивановна Нелидова?) (12 dicembre 1756 – San Pietroburgo, 2 gennaio 1839), è stata una nobildonna russa, amante dello zar Paolo I.

## Biografia
Era la figlia del tenente Ivan Dmitrievič Nelidov, e di sua moglie, Anna Aleksandrovna Simonova. Dal 1765 al 1775 studiò presso l'Istituto Smol'nyj, dove attirò presto l'attenzione per le sue abilità nel ballo e per la sua grazia straordinaria. Dopo la laurea, è stata insignita di una medaglia d'oro e il monogramma dell'imperatrice.
Il suo carattere allegro e il suo spirito la distinguevano tra i diplomati. Il principe Ivan Dolgorukov ha scritto di lei: "La ragazza è intelligente, ma con una faccia superbamente cattiva, portamento nobile, ma di bassa statura". Nella commedia "La serva padrona" di Pergolesi, ha interpretato una giovane serva Serbina, che, attraverso dei trucchi, ha costretto il suo padrone a sposarla. Nel 1775, Caterina II incaricò Levickij di ritrarre Ekaterina Ivanovna nel ruolo di Serbina che balla il minuetto.

## Amante reale
Nel 1776 anni venne nominata damigella d'onore della granduchessa Natalia Alekseevna e, dopo la sua morte nel 1777, della granduchessa Maria Feodorovna. 
Con l'ascesa al trono di Paolo I, Ekaterina Ivanovna divenne la sua amante. La loro connessione era presumibilmente puramente morale, in parte su un filo mistico-religioso, grazie al quale alla fine ha ricevuto l'approvazione della stessa imperatrice Marija Feodorovna. Secondo l'imperatore, egli era unito a Ekaterina Ivanovna da un'amicizia "sacra e tenera, ma innocente e pura". Avendo imparato a controllare il ribelle Paolo, dichiarò che "Dio stesso intendeva lei" per proteggere il sovrano e guidarlo per il bene comune. 
Dal 1795 gli intrighi di corte ridussero l'influenza di Ekaterina Ivanovna sull'erede al trono, ma aumentò la fiducia della principessa ereditaria in lei, che stipulò con lei “una vera alleanza amichevole per il bene dell'amato da entrambe le persone”. Nel 1796 scoppiò un battibecco con Paolo ed Ekaterina Ivanovna si ritirò, comparendo a corte solo in alcune occasioni.
Nei primi due anni del regno di Paolo, alcune cariche di corte furono occupate dai suoi amici e parenti di Ekaterina (i fratelli Kurakin, Buxhoeveden, Arkadij Nelidov, Pleščeev, ecc.). Salvò ripetutamente dagli innocenti dall'ira dell'imperatore; a volte le era capitato di proteggere in prima persona l'imperatrice.

### Dimissioni
Nel 1798 Kutajsov, Rostopčin e altri nemici dell'imperatrice, la "sostituirono" come amante reale da Anna Petrovna Lopuchina, più giovane e sensuale. Lasciata la corte, Ekaterina Ivanovna si ritirò nel Monastero Smol'nyj. Alla morte di Paolo visse nel castello di Nelidova Lod, nei pressi di Tallinn. 
La sua amicizia con l'imperatrice continuò fino alla morte di quest'ultima e la sua voce ebbe un certo peso negli affari della famiglia reale. Tornata nel 1801 a San Pietroburgo, al Monastero Smol'nyj, aiutò l'imperatrice Marija Feodorovna nella gestione delle istituzioni educative.

## Morte
Morì il 2 gennaio 1839 a San Pietroburgo tra le braccia della sua amata nipote e allieva, la principessa Aleksandra Aleksandrovna Nelidova. Fu sepolta nel cimitero di Bol'šeochtinskoe di fronte a Smol'nyj. La tomba di Ekaterina Ivanovna è ora perduta.
Le sue carte personali, inclusa la corrispondenza con l'Imperatrice, furono pubblicate dalla principessa Elizaveta Trubeckaja. Il suo diario venne confiscato dopo la sua morte e consegnato a Nicola I.